# Anacostia Museum
Pour les articles homonymes, voir Anacostia.
Le musée d'Anacostia (officiellement Anacostia Community Museum) est un musée de Washington aux États-Unis.
Créé en 1967, il fait partie de la Smithsonian Institution et est consacré à la culture, l'histoire et les arts des différentes communautés américaines comme les Afro-Américains et les Latinos. Le musée fait partie de l'organisation du CAGW (The Cultural Alliance of Greater Washington).

## Situation

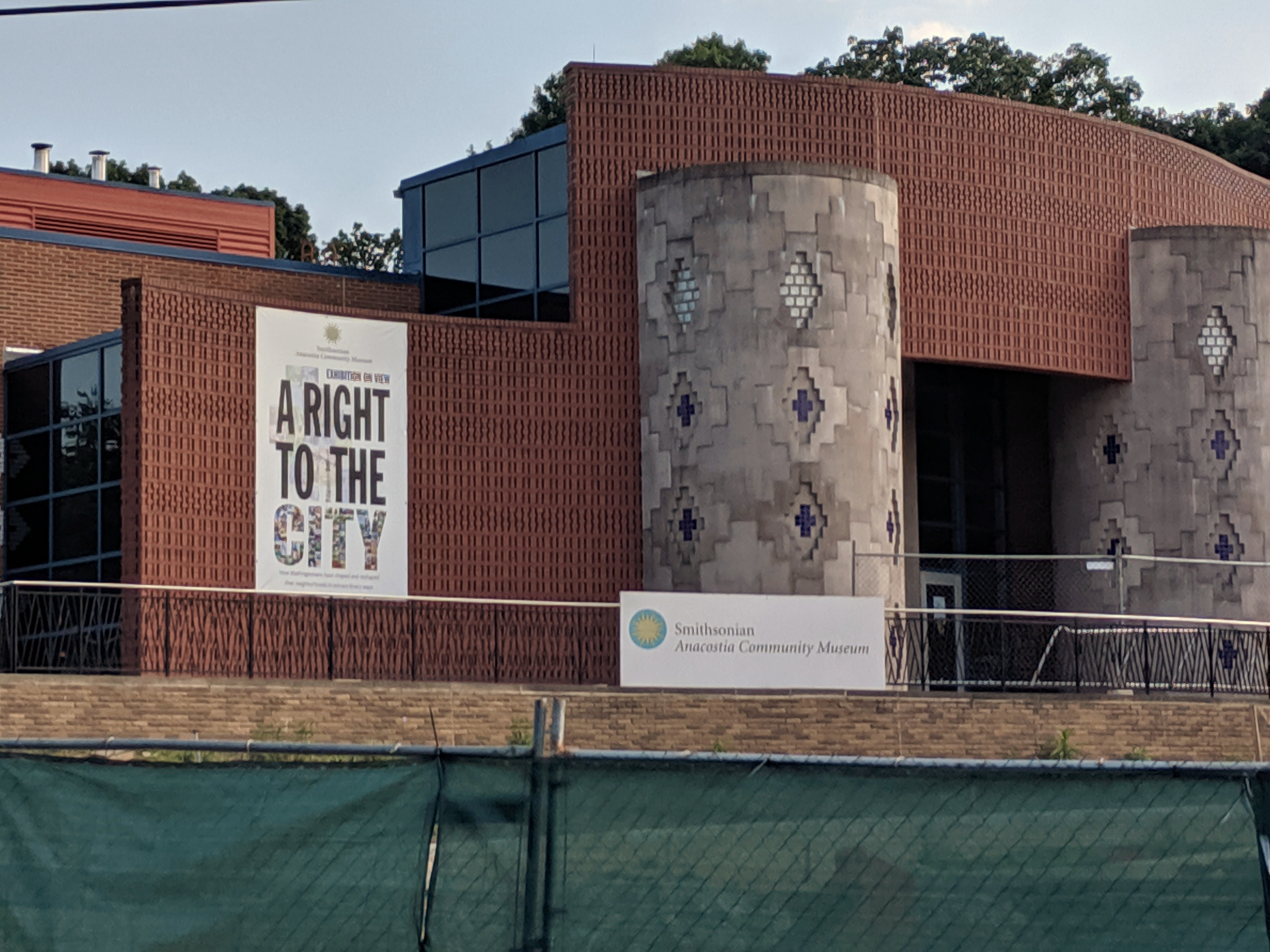
Rénovations de l'Anacostia Museum (2019).

Le musée est situé 1901, Fort Place, dans le sud-est du district de Columbia.

## Histoire
Le musée ouvre le 15 septembre 1967 sous le nom d'Anacostia Neighborhood Museum.

## Collections
La collection d'Adam Francis Plummer sur l'esclavage est présentée dans le musée.
Autres collections :
- Frederick Douglass (1817-1895) (histoire)
- Martin Luther King
- James L. Wells (1902-1993) - Sisters II
- Hank Willis Thomas
- John N. Robinson (1912-1995) - Here, Look at Mine
- Jacques Mecene - Mermaid Chair

Note : source anacostia.si.edu